# FE-Schrift
La fuente FE-Schrift o Fälschungserschwerende Schrift (tipografía de impedimento de adulteración) es una tipografía introducida para ser utilizada en matrículas vehiculares. Sus letras y números monoespaciados son ligeramente desproporcionados para prevenir modificaciones simples y para aumentar la legibilidad por máquinas. Fue desarrollada en Alemania, donde es obligatoria desde noviembre del año 2000 aunque modificada con la incorporación de la eurobanda a la izquierda. 

## Desarrollo
La motivación de la creación de esta fuente surgió a fines de los años 70 a la luz de las acciones de la Fracción del Ejército Rojo, cuando se descubrió que la fuente entonces estándar DIN 1451 para las patentes era particularmente fácil de adulterar a través de la aplicación de pequeñas dosis de pintura o cinta negra. Por ejemplo, era sencillo cambiar una "P" por una "R" o una "B", un "3" por un "9", o una "L" o una "F" por una "E". Las modificaciones a las patentes con fuente FE-Schrift son más difíciles, ya que también requieren el uso de pintura blanca, que es más fácilmente identificable a la distancia del fondo blanco retroreflectivo, sobre todo por la noche.
El diseño original de la fuente FE-Schrift fue creado por Karlgeorg Hoefer que trabajaba para el Instituto de Investigación de Autopistas Federales de Alemania. La tipografía fue ligeramente modificada de acuerdo a los resultados de las pruebas realizadas entre 1978 y 1980 por la Universidad de Giessen (Departamento de Fisiología y Psicología Cibernética). Mientras la tipografía DIN usaba una fuente proporcional, la FE-Schrift es una fuente monoespaciada (con diferente espaciamiento para letras y números) que mejora la lectura a través de máquinas. Las letras alteradas de la fuente FE-Schrift (ej., "P" a "R") aparecen evidentemente desproporcionadas.
La publicación final en ley alemana para el uso en patentes vehiculares incluye tres variantes – estilo normal ("Mittelschrift" - 75 mm alto y 47.5 mm letras anchas y 44.5 mm dígitos anchos), estilo estrecho ("Engschrift" - 75 mm alto y 40.5 mm letras anchas y 38.5 dígitos anchos) y un estilo pequeño ("verkleinerte Mittelschrift" - 49 mm alto y 31 mm letras anchas y 29 mm dígitos anchos). La tipografía legal incluye signos diacríticos, ya que estos aparecen en códigos de condado alemanes, que se incluyen al inicio de la numeración de las patentes. La fuente estrecha permite colocar nueve caracteres en una licencia europea estándar — se supone que las numeraciones más cortas sean impresas con espacios más grandes entre caracteres para llenar el espacio disponible en la placa.

## Proceso de adopción
Cuando la FE-Schrift fue finalizada en el año 1980, la presión para su adopción ya había disminuido. Su distribución fue postergada también por la introducción de la placa de matrícula europea. Algunos estados federados de Alemania introdujeron el nuevo diseño durante 1994, y desde el 1° de enero de 1995 fue introducida a nivel nacional por ley, como había sido planeado desde los años 70. El cambio en la legislación coincidió con la primera modificación en la zona Schengen para liberar las fronteras durante 1995. Con la extensión de las fronteras del espacio Schengen en 1998, el nuevo diseño de patentes fue aceptado a lo largo de la Unión Europea (incluso en países no pertenecientes al espacio Schengen), eliminando el requerimiento previo de agregar un código de patente de país adicional al automóvil para ser utilizado en otros países, lo que significó una ventaja para los ciudadanos. Poco tiempo después, la opción de emitir patentes previas (no europeas) fue eliminada el 1° de noviembre de 2000, y la legislación también suprimió la opción de otras fuentes alternativas. La FE-Schrift es obligatoria en Alemania desde ese momento, aunque las patentes emitidas anteriormente continúan siendo válidas. Existen excepciones a la norma; algunos autos históricos pueden utilizar la tipografía DIN, y la Bundeswehr (fuerzas armadas alemanas y su administración civil) continúan en general utilizando placas con la misma.
Otros países han comenzado a introducir tipografías antifalsificación, así como a la propoa FE-Schrift o fuentes derivadas.Tomar el diseño original, incluyendo el formato de patente de licencia europeo, es en general eficiente -mientras en muchos países las patentes son producidas por el Estado, no es el caso de Alemania. En Alemania el propietario del automóvil debe pagar por una nueva patente que recibe un sello de licencia para ser válida en las carreteras (el sello redondeado es ubicado entre el código de país y el código de registro local). En la proximidad de las oficinas de registro automotor se ubican muchos pequeños comercios que compiten por imprimir las patentes en el lugar. Sus máquinas impresoras son altamente estandarizadas y el diseño alemán está orientado a permitir la producción económica y de alta calidad.
- Armenia desde 2014
- Bosnia y Herzegovina – en 2009 se introdujo el nuevo diseño de patentes europeo junto con la tipografía FE-Schrift. El nuevo diseño (eliminando el escudo nacional del viejo estilo europeo de patentes que se utilizó desde 1998) es más parecido a las patentes estandarizadas europeas.
- Chile – desde abril del 2014.
- Cuba aprobó por ley un nuevo esquema de patentes de vehículos en 2013, optando por el formato de patentes europeo y la FE-Schrift. La justificación es disminuir el costo al mismo tiempo que se aumenta la calidad de las patentes, con el objetivo de completar la transición para el mes de mayo de 2016.[6]
- Chipre – desde el 3 de junio de 2013
- Malta – un diseño al estilo europeo fue introducido en 1995, y después del ingreso oficial a la UE en 2004, las nuevas patentes europeas fueron adoptadas junto a la FE-Schrift.
- Moldavia – desde el 1° de abril de 2015
- Sri Lanka – desde agosto del 2000, con una variación del FE-Schrift desarrollado por una compañía alemana
- Sudáfrica – el esquema de numeración y diseño de patentes fueron cambiados en 1994, en dicho cambio también se introdujo la FE-Schrift.
- Sudán del Sur – inicialmente sólo utilizado en vehículos de gobierno[8]
- Tanzania, Namibia, Zambia, Camerún, Sierra Leona, Botsuana, Malí, Etiopía, Guinea, Malaui, Zimbabue, Ruanda, Mozambique, Uganda – otros países africanos siguieron a Tanzania para utilizar el FE-Schrift desde los 1990s.
- Uruguay – el viejo sistema de numeración de tres dígitos fue agotado en 2001, llevando a un nuevo esquema en 2002 en Montevideo, que no sólo incluyó cuatro dígitos, sino que agregó el uso de la FE-Schrift. El nuevo diseño de patentes es obligatorio en Uruguay desde el año 2011.
- Uzbekistán – desde el año 2009
- Argentina - desde el año 2016

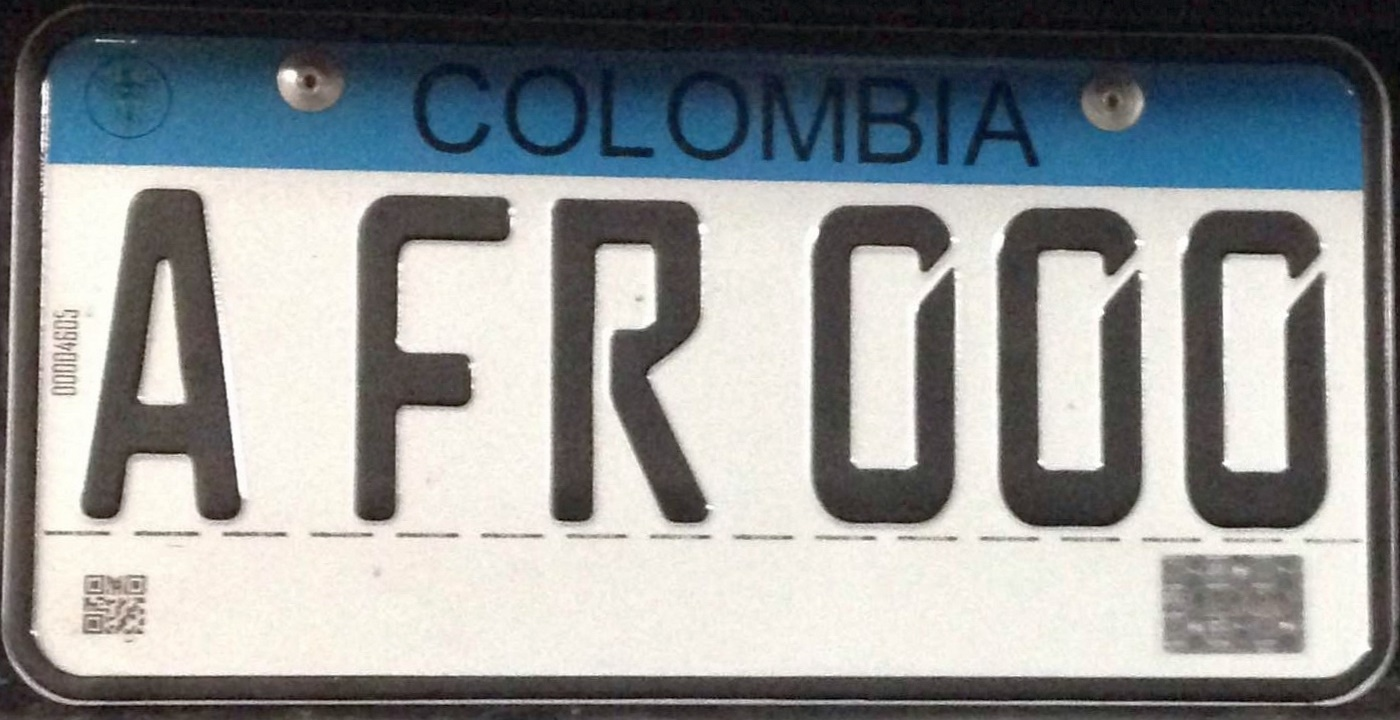
Colombia - Placa de carro diplomático

- Colombia - Placa de carro diplomáticoColombia - desde el año 2016 sólo para vehículos diplomáticos.

Algunos países permiten la FE-Schrift como una alternativa a la tipografía estándar, especialmente en combinación con una placa de matrícula al estilo europeo. Esto es a menudo utilizado para placas personalizadas para modelos de auto alemanes, por ejemplo en Australia.

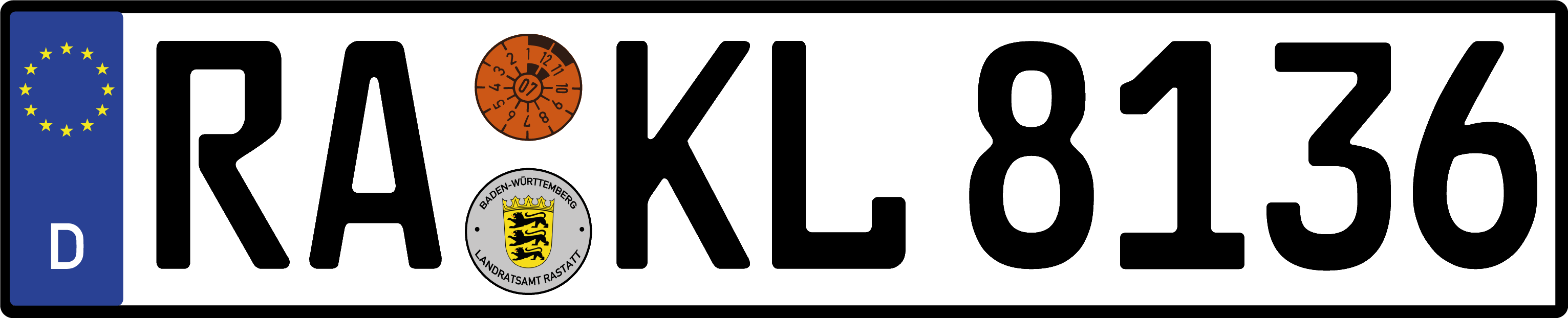
Alemania (desde 1994)
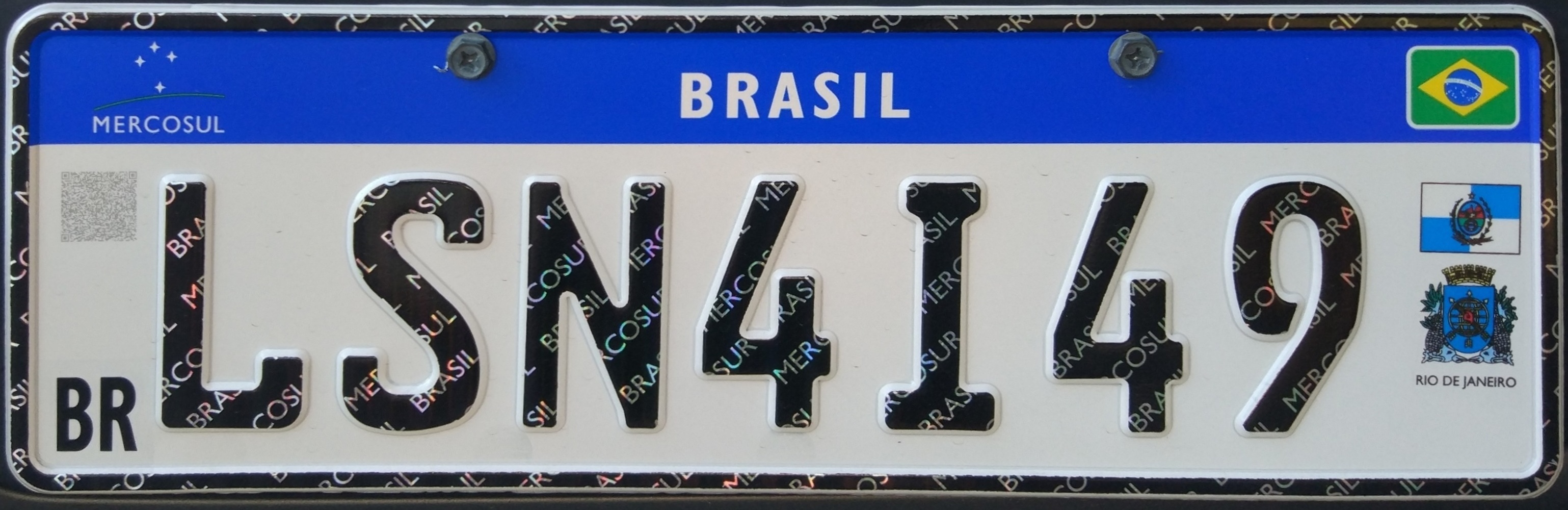
Brasil
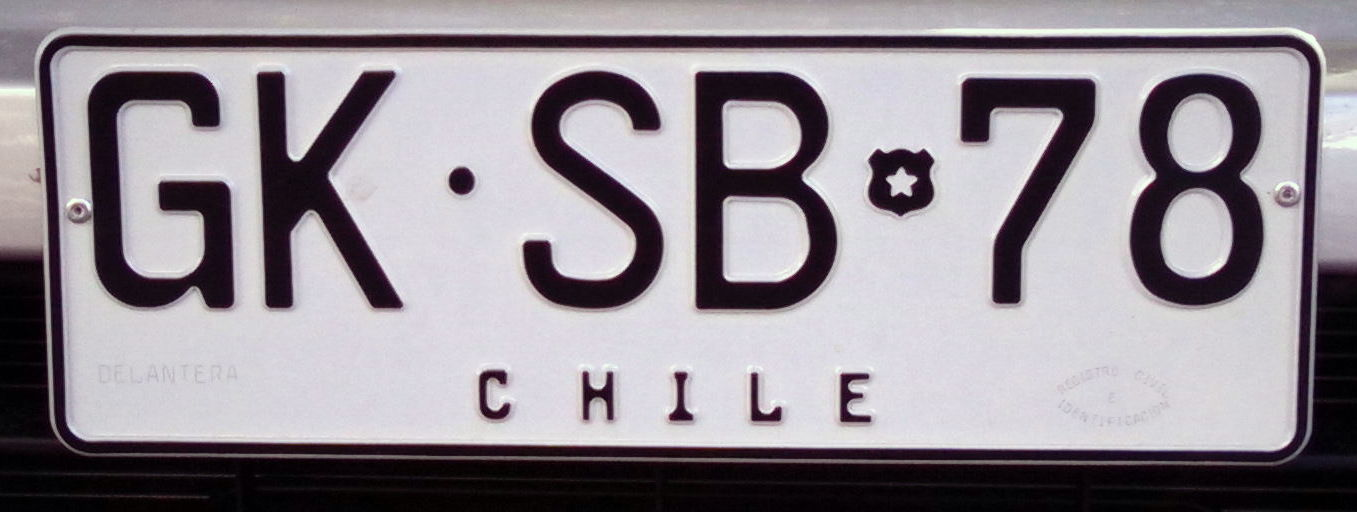
Chile
Chipre (desde 2013)
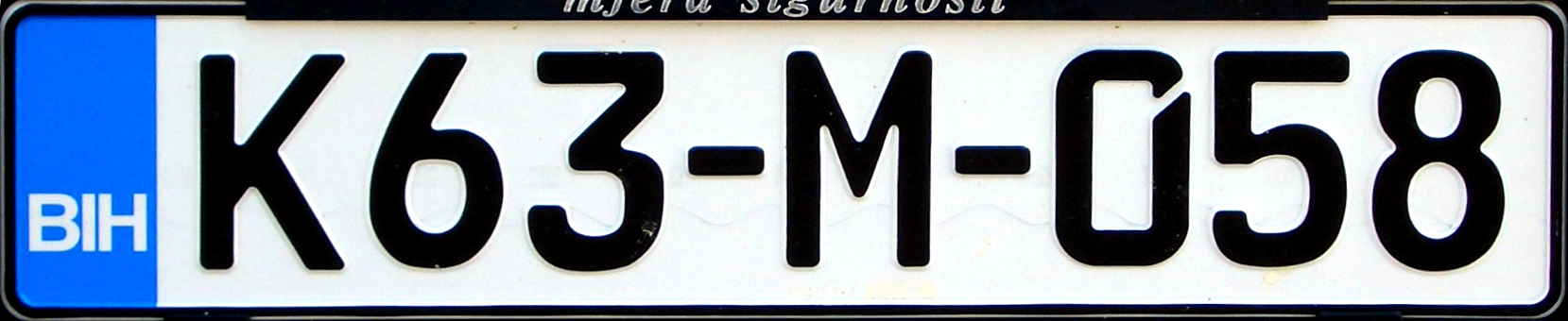
Bosnia y Herzegovina
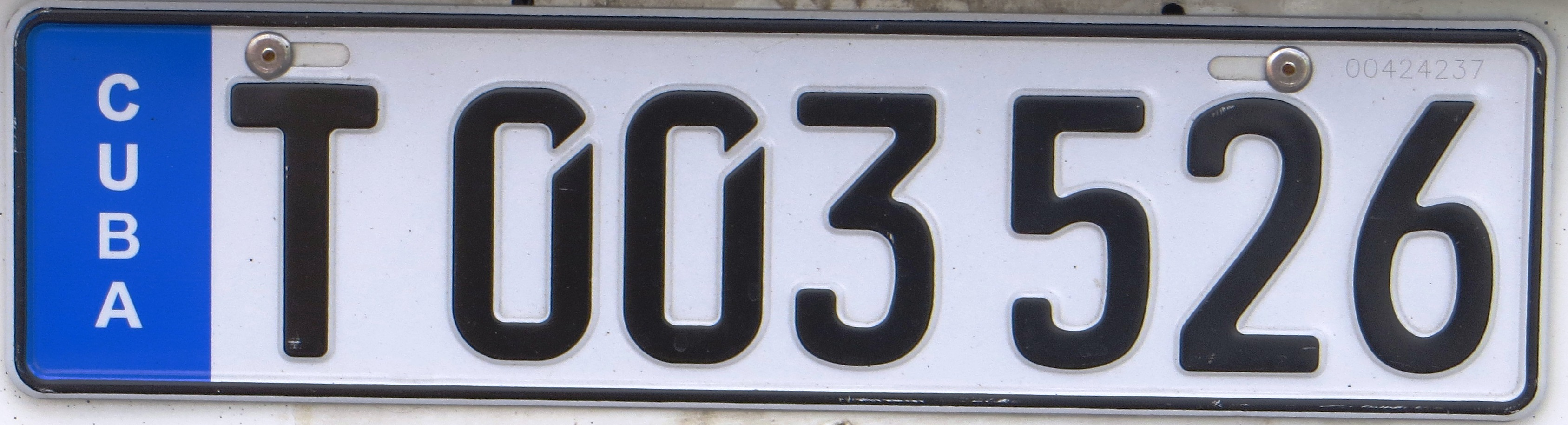
Cuba
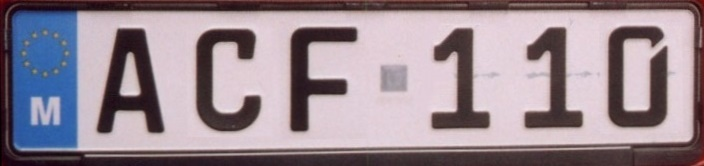
Malta
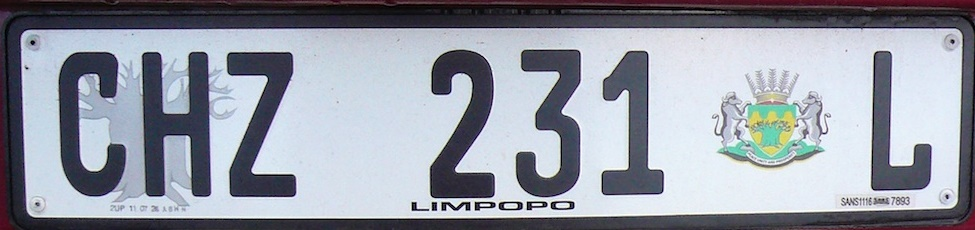
Sudáfrica
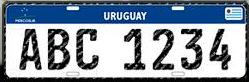
Uruguay
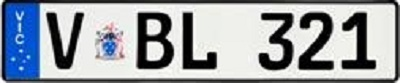
Australia – Victoria (patente personalizada)
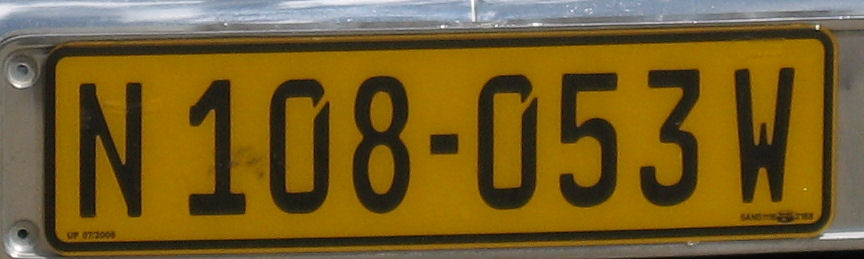
Namibia
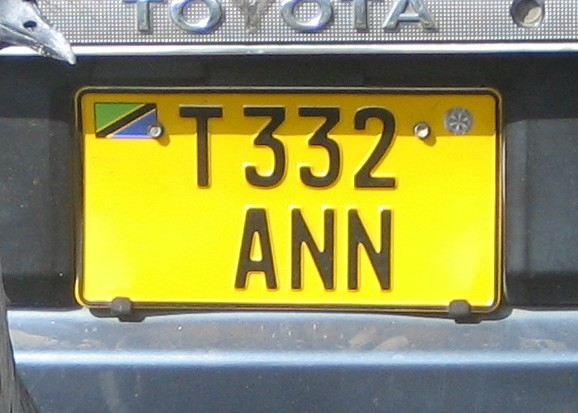
Tanzania
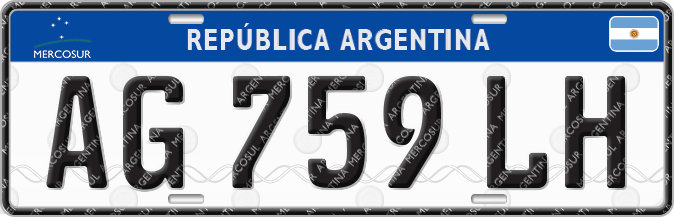
Argentina